# 林星华
林星华，福建闽侯人，中华民国官員。
民国21年2月任霞浦县县长，是时地方财政短缺，教职工累月欠薪，急向县政府索薪，林难以应付，旋即赴省政府称病辞职，县长一职由财政科长郑国雄代理，直至祝传钺到县继任。